# Долішнє Сахране
Долішнє Сахране́ (болг. Долно Сахране) — село в Старозагорській області Болгарії. Входить до складу общини Павел-Баня.

## Населення
За даними перепису населення 2011 року у селі проживали 813 осіб.
Національний склад населення села:
| Національність   | Кількість осіб | Відсоток |
| ---------------- | -------------- | -------- |
| болгари          | 672            | 89,4%    |
| турки            | 69             | 9,2%     |
| цигани           | 4              | 0,5%     |
| Всього відповіли | 752            |          |

Розподіл населення за віком у 2011 році:
Динаміка населення: